# استودیو فایرفلای
استودیو فایرفلای (به انگلیسی: Firefly Studios) یک شرکت بریتانیایی توسعه‌دهنده بازی ویدیویی واقع در لندن، انگلستان است. این شرکت در سال ۱۹۹۹ توسط سایمون بردبری، دیوید لستر و اریک اوئلت پایه ‌گذاری شد. تمرکز این شرکت بر روی تولید بازی‌های رایانه‌ای قرون وسطایی به سبک استراتژی برای سیستم عامل های ویندوز و مکینتاش است .این شرکت بیشتر به عنوان بزرگتربن سری بازی یعنی قلعه شناخته میشود.در ژوئن ۲۰۲۱ استودیو توسط شرکت دیوولور دیجیتال خریداری شد.

## بازی ها
| سال ساخت | نام                           |
| -------- | ----------------------------- |
| ۲۰۰۱     | قلعه                          |
| ۲۰۰۲     | قلعه: جنگ‌های صلیبی            |
| ۲۰۰۳     | کلونی فضایی (Space Colony)    |
| ۲۰۰۵     | قلعه ۲                        |
| ۲۰۰۶     | سیوسیتی: رم                   |
| ۲۰۰۶     | افسانه‌های قلعه                |
| لغو شد   | قهرمان سیاه چال               |
| ۲۰۰۸     | قلعه: جنگ‌های صلیبی (بی نهایت) |
| ۲۰۰۹     | قلعه پادشاهی                  |
| ۲۰۱۱     | قلعه ۳                        |
| ۲۰۱۲     | قله HD                        |
| ۲۰۱۲     | قلعه: جنگ‌های صلیبی HD         |
| ۲۰۱۲     | کلونی فضایی HD                |
| ۲۰۱۴     | قلعه: جنگ‌های صلیبی ۲          |
| ۲۰۱۵     | کلونی فضایی (نسخه استیم)      |
| ۲۰۱۶     | برج وانکی                     |
| ۲۰۱۶     | افسانه‌های قلعه (نسخه استیم)   |
| ۲۰۱۷     | قلعه ۲ (نسخه استیم)           |
| ۲۰۱۷     | قلعه پادشاهی (نسخه موبایل)    |
| ۲۰۱۷     | متامورف: موجودات سیاه چال     |
| ۲۰۲۱     | قلعه: جنگ‌سالار                |
| ۲۰۲۱     | رومیان: عصر سزار              |